# Cyphon punctipennis
Cyphon punctipennis là một loài bọ cánh cứng trong họ Scirtidae. Loài này được Sharp miêu tả khoa học năm 1873.